# Sotensko pod Kalobjem
Sotensko pod Kalobjem este o localitate din comuna Šentjur, Slovenia, cu o populație de 34 de locuitori.